# Kuhrbreen
De Kuhrbreen is een gletsjer op het eiland Edgeøya, dat deel uitmaakt van de Noorse eilandengroep Spitsbergen.

## Geografie
De gletsjer is noord-zuid georiënteerd met een lengte van meer dan negen kilometer en een breedte van minstens twee kilometer. Hij komt vanaf de Digerfonna en mondt in het zuiden uit in het fjord Tjuvfjorden.
Ten zuidwesten van de gletsjer liggen de Skrentbreen en de Kvalpyntfonna. Ongeveer vier kilometer naar het noordoosten ligt de gletsjer Skarvbreen.